# Santa Marinella
Santa Marinella es una localidad italiana de la provincia de Roma, región de Lazio, con 17.820 habitantes.

## Evolución demográfica
| Gráfica de evolución demográfica de Santa Marinella entre 1861 y 2001 |
|                                                                       |
| Fuente ISTAT - elaboración gráfica de Wikipedia                       |